# Leptopholcus evaluna
Leptopholcus evaluna là một loài nhện trong họ Pholcidae. Loài này được phát hiện ở Venezuela.